# Salmon Glacier (glaciär i Antarktis)
Salmon Glacier är en glaciär i Antarktis. Den ligger i Östantarktis. Nya Zeeland gör anspråk på området. Salmon Glacier ligger 1 026 meter över havet.
Terrängen runt Salmon Glacier är kuperad norrut, men söderut är den bergig. Trakten är obefolkad. Det finns inga samhällen i närheten. 